# 原子爆弾被爆者別府温泉療養研究所
原子爆弾被爆者別府温泉療養研究所（げんしばくだんひばくしゃべっぷおんせんりょうようけんきゅうじょ）は、かつて大分県別府市小倉町にあった、温泉を利用した原子爆弾被爆者の療養を目的とした研究・保養施設である。通称、別府原爆センター。

## 沿革
1960年（昭和35年）2月に、年賀はがきの益金をもとに、地元住民の土地提供も受けて、世界初の原子爆弾被爆者のための温泉療養施設として開設された。開設当初の名称は原子爆弾被爆者別府温泉利用研究所。設置・経営母体は、財団法人大分県原子爆弾被爆者対策協議会である。
本館とリハビリ棟とを有し、宿泊しながらの療養が可能であった。かつては施設内に診療所が設置されていたが、利用者の減少にともなって閉鎖され、近隣の医師の往診により対応していた。
2011年5月25日、利用者の減少と施設の老朽化により5月末で閉鎖すると発表された。
開設以来の利用者は延べ約87万人。ピーク時の1987年度には年間約2万3千人が利用していたが、広島に大規模な温泉保養施設が開設されたことや、被爆者の高齢化などにより、2008年度以降は年間利用者が1万人を下回り、2010年度には約6,700人まで落ち込んでいた。
跡地には、2014年にパソナグループのベネフィット・ワンが温泉を利用した女性専用の福利厚生施設を開設している。